# Герб Аксубаевского района
Герб Аксуба́евского муниципального района Республики Татарстан Российской Федерации — опознавательно-правовой знак, служащий официальным символом муниципального образования.
Герб утверждён Решением № 20 Представительного органа Аксубаевского муниципального района 20 декабря 2005 года.
Герб внесён в Государственный геральдический регистр Российской Федерации под регистрационном номером 2171 и в Государственный геральдический реестр Республики Татарстан под № 24.

## Описание герба
«В поле, вилообразно разбитом лазурью, зеленью и червленью — золотое сияющее солнце, окружённое тремя летящими к нему, видимыми со спины и соприкасающиеся концами крыльев серебряными голубями (один и два)».— 

## Символика герба[6]
Герб языком символов и аллегорий отражает культурные, исторические и экономические особенности района.
Три серебряных голубя соприкасающихся крыльями и окружающих солнце символизирует мирное и гармоничное сосуществование трёх народов на территории района: чувашей, татар и русских. Серебро — символ чистоты, совершенства, мира и взаимопонимания.
Золотое солнце показывает Аксубаевский район как самобытную землю богатую традициями, жители которой сохраняют память о своих предках и заботятся о потомках.
Солнце — традиционный символ плодородия, истины, бескорыстия, славы.
Символика трёх полей герба многозначна:
 — символизируют направления экономики района: нефть, хлеборобство, животноводство;
 — поля показывают смену времён года и основанный на ней земледельческий годовой цикл; таким образом, подчёркивая сельскохозяйственную направленность районного производства.
Золото — символ урожая, богатства, стабильности, уважения и интеллекта.
Червлень — символ мужества, силы, труда, красоты.
Лазурь — символ чести, благородства, духовности.
Зелёный цвет — символ природы, здоровья, жизненного роста, возрождения.

## История герба
Разработка герба произведена Геральдическим советом при Президенте Республики Татарстан совместно с Союзом геральдистов России в составе:
Рамиль Хайрутдинов (Казань), Радик Салихов (Казань), Константин Мочёнов (Химки), Кирилл Переходенко (Конаково), Оксана Афанасьева (Москва).